# Mahmoud Abdel Khalek
Mahmoud Abdel Khalek (né en 1938) est un homme politique libanais.
Membre du Parti nationaliste social syrien (PSNS), dont il a été le président, il s’est présenté sans succès aux élections législatives de 2000 au poste de député druze de Baabda.
Il était président du Conseil suprême du PSNS quand, en octobre 2004, il est nommé ministre d’Etat sans portefeuille au gouvernement de Omar Karamé, un poste qu’il occupera jusqu’en février 2005.

## Carrière
Membre du Parti social nationaliste syrien (PSNS), dont il a été président, il s'est présenté sans succès aux élections législatives de 2000 pour le poste de député druze de Baabda.
Il était président du Conseil suprême du PSNS lorsqu'en octobre 2004, il a été nommé ministre sans portefeuille dans le gouvernement d'Omar Karami, poste qu'il a occupé jusqu'en février 2005.